# Giardiniera

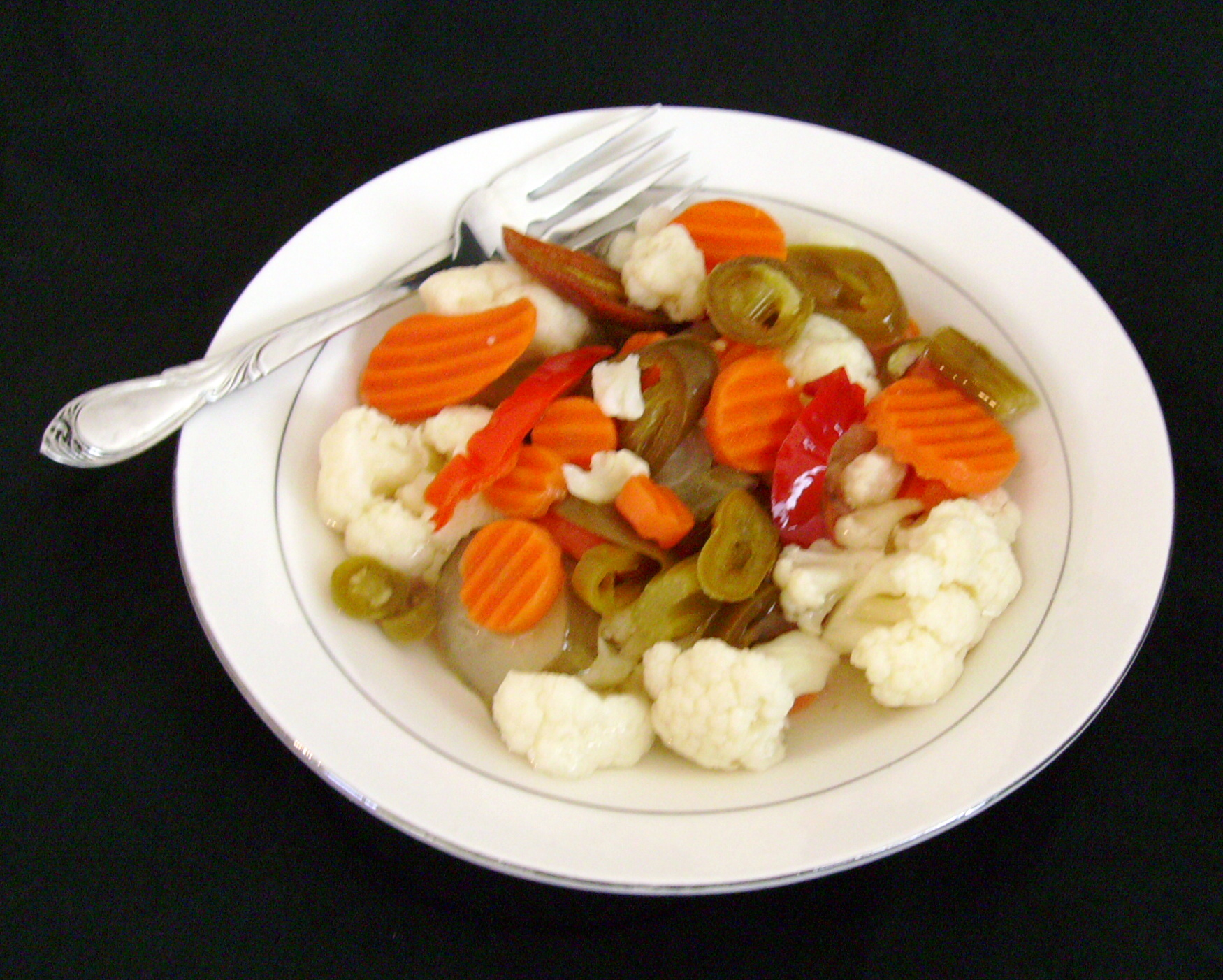
Un plato de giardiniera (versión italiana)

La giardiniera o también conocida como giardiniera campagnola (jardinera en italiano), es una mezcla de hortalizas encurtidas en una mezcla de vinagre y agua y consumidos solos tal cual, como guarnición o como ingrediente en otros platos. Es típico consumirla como antipasta o bien en ensaladas. Puede ser picante o no. Existen dos versiones, una italiana y otra italoestadounidense. Es un método muy antiguo de conservar parte de la excesiva producción de verduras en verano, con el fin de guardarlas y poderlas consumir en invierno.

## Características

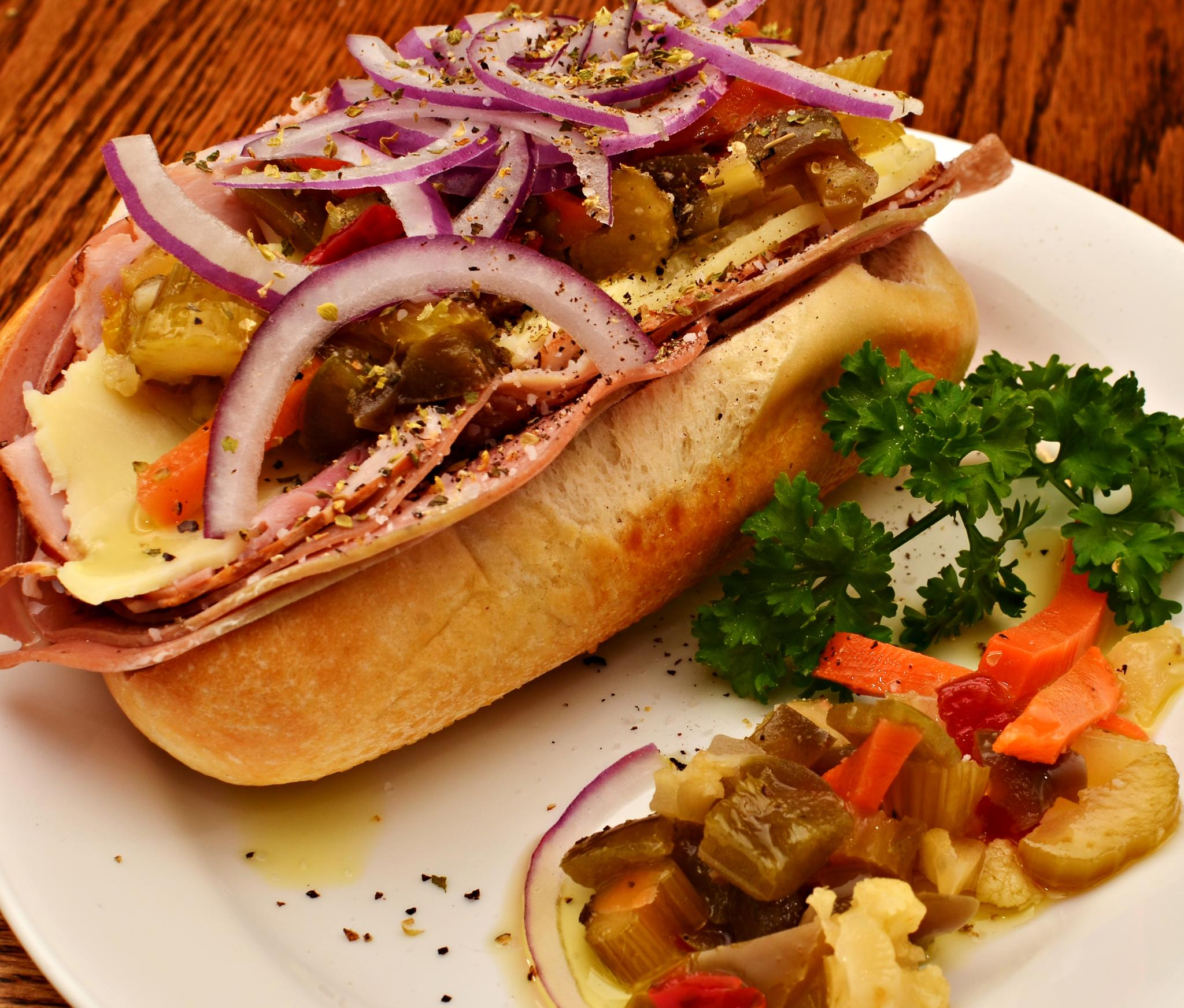
Un bocadillo acompañado de giardiniera

En la versión italiana las hortalizas más usadas normalmente incluyen zanahoria, apio, coliflor, cebolla, pimiento morrón, pepinillo y calabacín. La cantidad y tipo de las diferentes hortalizas en la preparación puede variar según el gusto de cada consumidor. Después de haberse limpiado, lavado y cortado en trozos medianos, las hortalizas se ponen a reposar en un recipiente unas horas con el fin de que pierdan una parte del agua. A continuación, se sumergen en una mezcla de agua salada y vinagre de vino blanco a partes iguales y se ponen a hervir unos minutos. Las cebollas y los pepinillos deben estar previamente encurtidos en vinagre. Las zanahorias y el apio deben ser cocidas solo unos pocos minutos, con el fin de que queden un poco crujientes. 
Al terminar la cocción, se escurren las verduras y se colocan en envases con cierre herméticos, teniendo cuidado de repartir las verduras en cantidad y tipo uniforme. Después, estos envases se rellenan con una mezcla de aceite y vinagre, en una proporción de un vaso de aceite por cada dos litros de vinagre. Los recipientes se guardan en lugar fresco y oscuro. A partir de, al menos un mes, se podrán consumir y normalmente se conservan alrededor de un año.
La giardiniera es un preparado tradicional de muchas regiones italianas, con lo cual existen multitud de variantes locales, en cuanto a hortalizas usadas, aromas añadidos o formas de preparación. La versión italo-norteamericana se suele usar como condimento en sándwiches. Normalmente, esta versión incluye pimiento morrón, oliva, apio, pimiento, zanahoria, coliflor y a veces pimientos rojos secos, todo ello marinado en aceite vegetal, aceite de oliva o aceite de soja, bien una mezcla de todos ellos o por separado.